# Mahesh Babu
Mahesh Babu (tên khai sinh Mahesh Ghattamaneni vào ngày 9 tháng 8 năm 1975) là một nam diễn viên, nhà sản xuất, nhân vật truyền thông và nhà hảo tâm nổi tiếng trong làng điện ảnh Telugu. Anh là chủ sở hữu công ty sản xuất G. Mahesh Babu Entertainment Pvt. Ltd. Là con trai của cựu diễn viên Krishna, Mahesh có vai diễn nhí khách mời trong Needa (1979) năm lên bốn tuổi, và đóng trong tám bộ phim khác cũng trong vai diễn nhí. Anh có vai trưởng thành đầu tay trong Rajakumarudu (1999), và giành giải State Nandi cho Diễn viên đầu tay xuất sắc nhất.
Mahesh tạo nên đột phá với phim chính kịch siêu nhiên Mutari (2001) và phim hành động tình cảm Okkadu (2003). Anh tiếp tục góp mặt trong nhiều bộ phim thành công thương mại khác như Athadu (2005), Pokiri (2006), Dookudu (2011), Businessman (2012), Seethamma Vakitlo Sirimalle Chettu (2013), 1: Nenokkadine (2014) và Srimanthudu (2015) xếp trong danh sách phim Telugu có doanh thu cao nhất. Tính đến nay anh đã giành bảy giải Nandi, năm giải Filmfare, ba giải CineMAA, ba giải Điện ảnh Quốc tế Nam Ấn Độ và một giải Viện phim Quốc tế Ấn Độ.
Mahesh được trích dẫn trên truyền thông là nam diễn viên nổi tiếng hấp dẫn nhất tại Ấn Độ. Những thành công đã khẳng đinh chỗ đứng nam diễn viên hàng đầu của điện ảnh Telugu. Anh được giới truyền thông gọi mỹ miều là Hoàng tử Tollywood. Anh cũng là một trong những diễn viên nổi tiếng và gây ảnh hưởng nhất của làng điện ảnh Telugu.

## Tiểu sử
Mahesh sinh ngày 9 tháng 8 năm 1975 tại Chennai, Tamil Nadu, Ấn Độ. Anh là con thứ tư trong năm người con của nam diễn viên Krishna và Indira. Thời thơ ấu của Mahesh chủ yếu diễn ra ở Chennai dưới sự chăm sóc của người bà ngoại Durgamma và những người còn lại trong gia đình. Kể từ khi Krishna bận rộn với các hợp đồng phim, Ramesh từng theo dõi tình hình học tập của Mahesh. Cùng với anh chị em mình, Mahesh thường chơi cricket thường xuyên tại biển vàng VDP ở Chennai. Để dành thời gian cho anh, Krishna từng đảm bảo rằng những cảnh quay phim của anh sẽ được thực hiện tại VGP Universal Kingdom trong vài tuần.